# Estación de Candelaria
Candelaria fue una estación de trenes que se encuentra en Candelaria, Campeche. La estación fue construida en el 1940.

## Historia
La estación se edificó sobre la línea Coatzacoalcos-Mérida. Fue construida por el Ferrocarril del Sureste en julio de 1934 a través de los Ferrocarriles Nacionales de México. Los trabajos de construcción se iniciaron a fines de 1935 utilizando la línea localizada a partir de Sarabia, sobre el Ferrocarril de Tehuantepec. 
Al terminarse el estudio general de la ruta, se abandonó el entronque de Sarabia adoptándose el Puerto de Coatzacoalcos como terminal occidental del Ferrocarril del Sureste. Para fines de 1934 se creó la empresa Líneas Férreas de México el 29 de diciembre, la cual continuó con los trabajos iniciados por la Empresa de los Nacionales.